# Nemes Zoltán (újságíró)
Nemes Zoltán (Marosvásárhely, 1922. december 22. – Cófalva, 2002.) erdélyi magyar újságíró, szerkesztő.

## Életútja
Középiskoláit a marosvásárhelyi Református Kollégiumban végezte (1938). 1948–1952 között Bukarestben pártaktivista, majd 1956-ig a Postaügyi Minisztériumban, 1956–1960 között a Ştefan Gheorghiu Pártfőiskolán lektor, aspiráns. 1960–1970 között a bukaresti Előre belső munkatársa, a lap tudományos rovatának vezetője. 1970–1982 között Sepsiszentgyörgyön a Megyei Tükörnél szerkesztő, az első évben főszerkesztő-helyettes, majd a gazdasági rovat vezetője. 1982-ben vonult nyugalomba.